# IC 1191
IC 1191 — галактика типу S? (спіральна галактика) у сузір'ї Геркулес.
Цей об'єкт міститься в оригінальній редакції індексного каталогу.